# 林蔼丽
林蔼丽（1931年—），一作林霭丽，中华人民共和国政治人物、外交官。
1985年，接替孙盛渭，担任中华人民共和国驻芬兰大使。1988年，由于立暄接任。